# Catocala lineella
Catocala lineella là một loài bướm đêm thuộc họ Erebidae. Nó được tìm thấy ở Ontario và Quebec phía nam đến Florida phía tây đến Texas và phía bắc đến Ohio.
It was considered to be a subspecies hoặc even a đồng nghĩa của Catocala amica for a long time.
Sải cánh dài 35–40 mm. Con trưởng thành bay từ tháng 7 đến tháng 8.
Ấu trùng ăn lá các loài Quercus.

## Hình ảnh

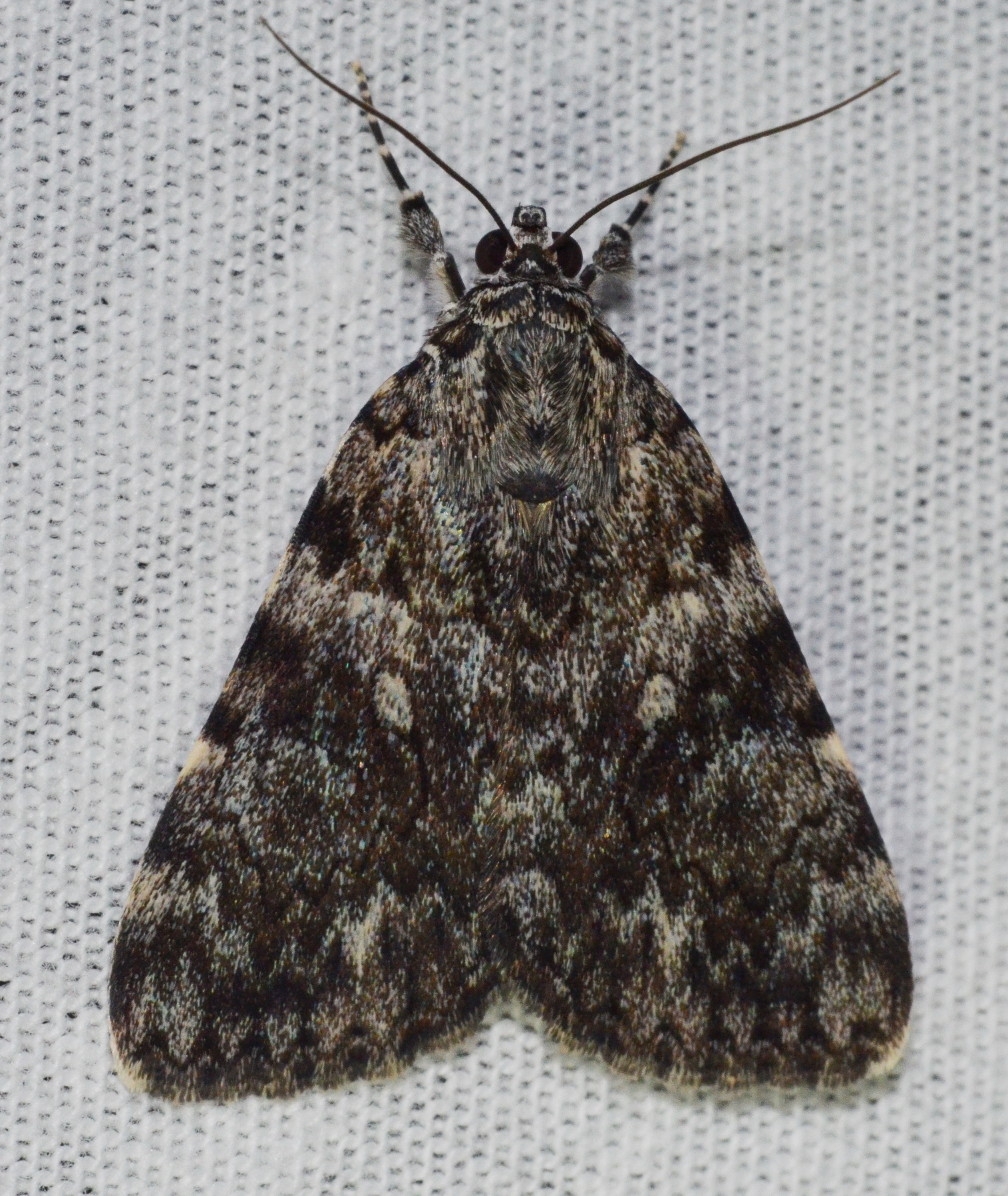
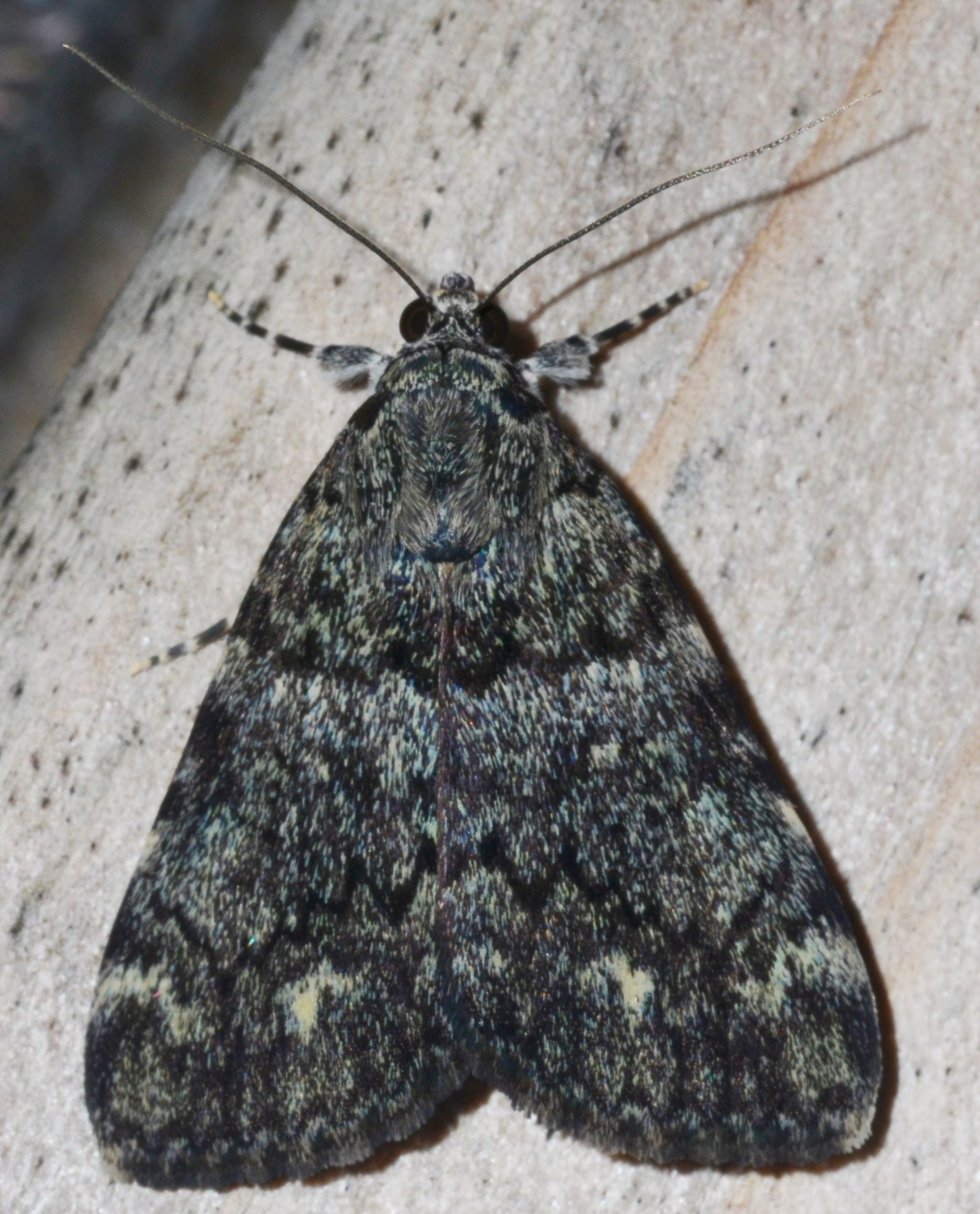
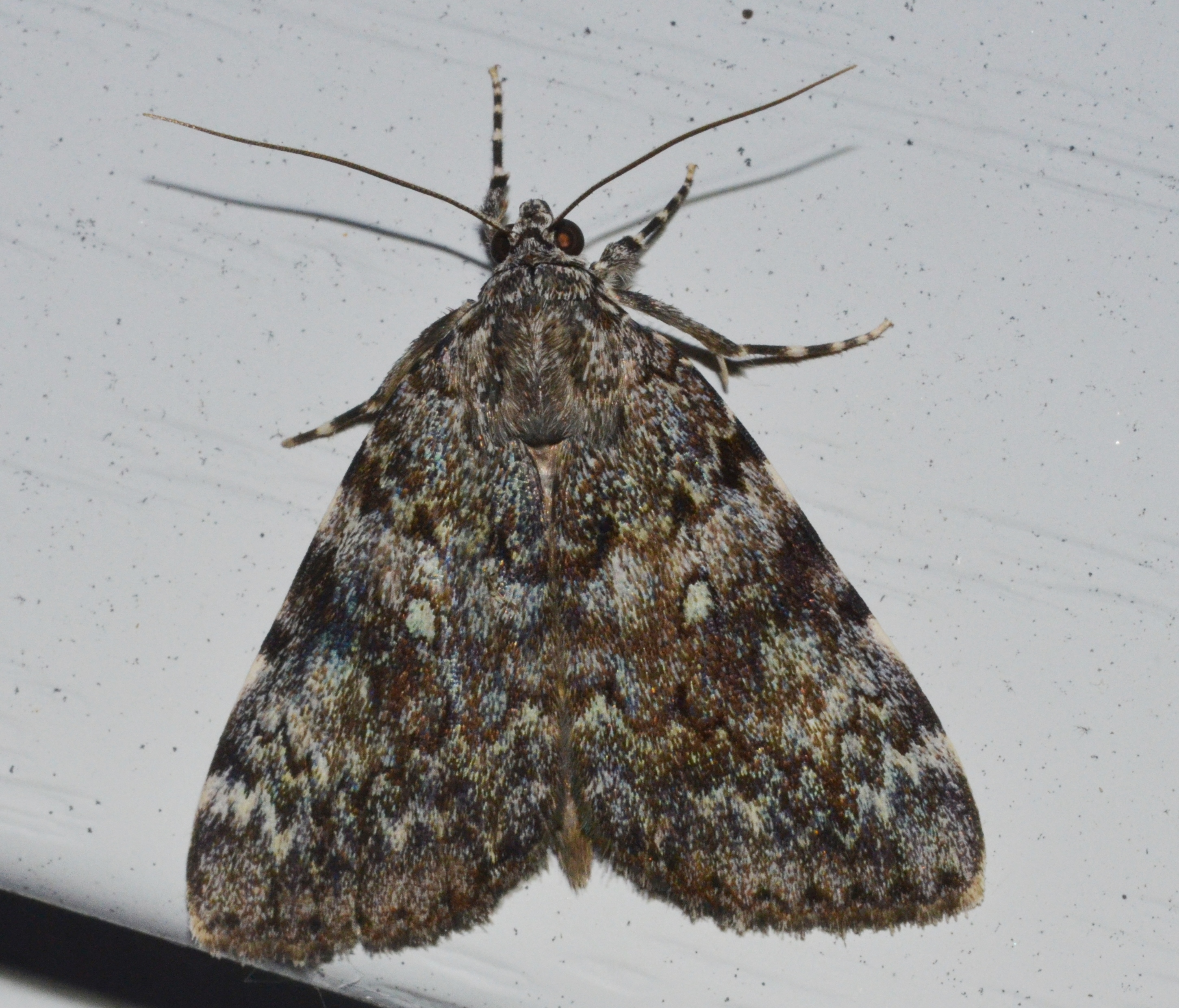
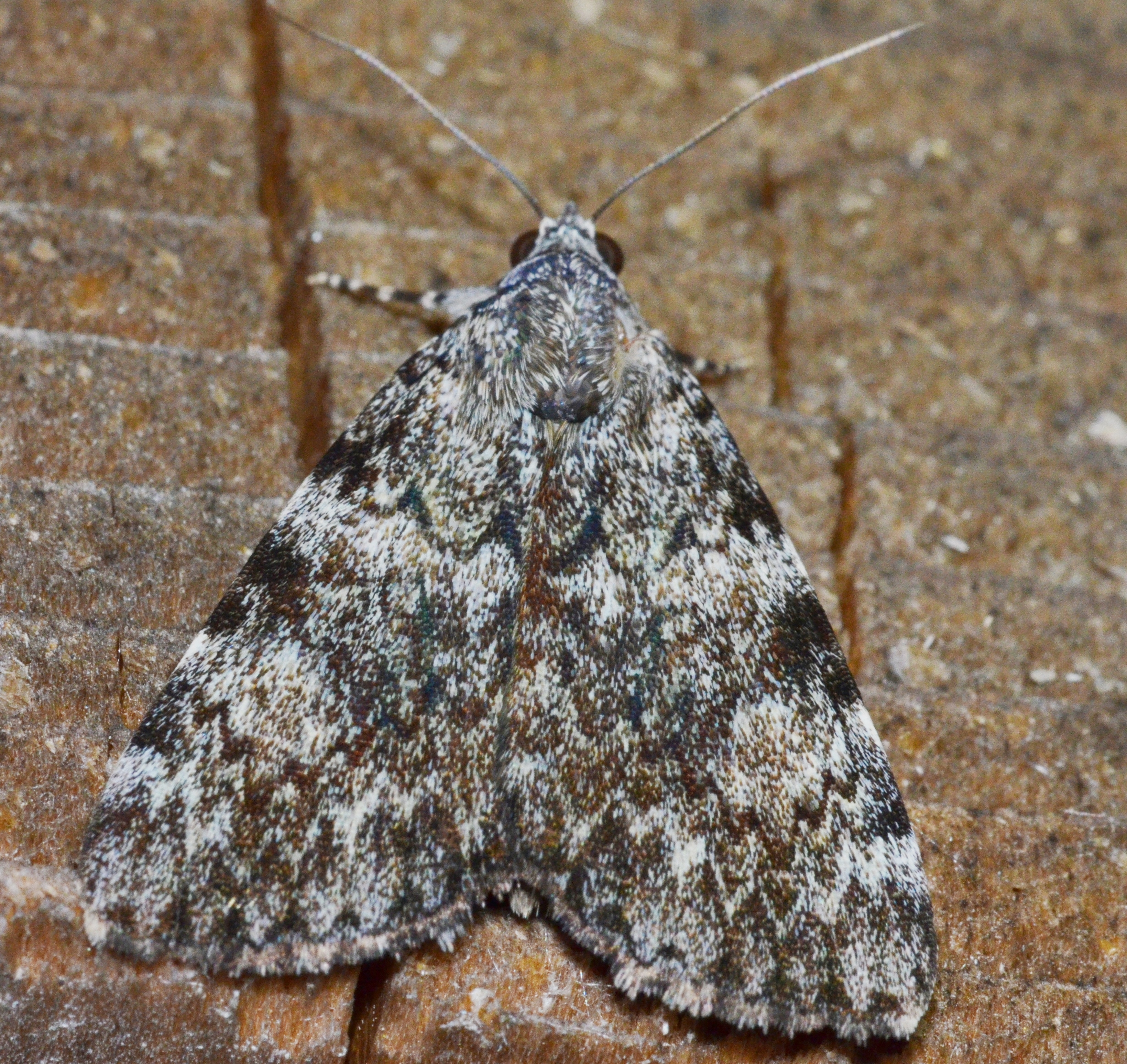